# Битва при Сан Хуан де Уллоа (1568)
Битва при Сан Хуан де Уллоа (1568) — остання битва поміж іспанцями і англійськими піратами під проводом Френсіса Дрейка і Джона Гокінса, які з 1567 систематично нападали на іспанські невеликі поселення, торгові кораблі в порушення перемир'я поміж Філіпом ІІ Іспанським і Єлизаветою І Англійською. Відбулась у місті Сан-Хуан де Уллоа Мексиканської затоки (район сучасного Веракрус).

## Історія
Англійська ескадра з 6 кораблів майже рік займалась розбоєм у Карибах, не гребуючи зокрема работоргівлею. Перед поверненням до Англії вони вирішили відремонтувати свої кораблі, вибравши для цього порт Сан Хуан де Уллоа у Мексиці. Вони увійшли до порту 15 вересня 1568, наголошуючи на підписаному перемир'ї. Задля гарантій власної безпеки захопили заручників і домовились завдяки цьому з віце-королем Нової Іспанії Мартіном Енрікесом де Альмансо.
Англійська ескадра складалась з караки королівського флоту «Jesus of Lübeck» Джона Гокінса, караки «Minion» Джона Гемптона, пінаса «William and John» Томаса Болтона, барка «Judith» Френсіса Дрейка, каравели «Grace of God» і двох барків «Angel» і «Swallow», яких захопили у португальців біля Азорських островів. «William and John» встиг покинути порт перед боєм, у лютому 1569 доплив до Ірландії і затонув по дорозі до Англії. Можливо, кораблі англійської ескадри незабаром випливла б з порту, але туди 17 вересня завітали іспанські військові кораблі з супроводу торгових караванів до Іспанії. Можливо, Дрейк і Гокінс ще мали надію на те, що іспанці не будуть порушувати перемир'я в іспанському порті, бо це могло б призвести до відновлення війни. Але іспанський адмірал дон Франциско Лухан був добре поінформований про звірства, які чинила над іспанцями ескадра Дрейка. Перемовини за участю високопоставлених осіб Нової Іспанії не вирішили протиріччя.

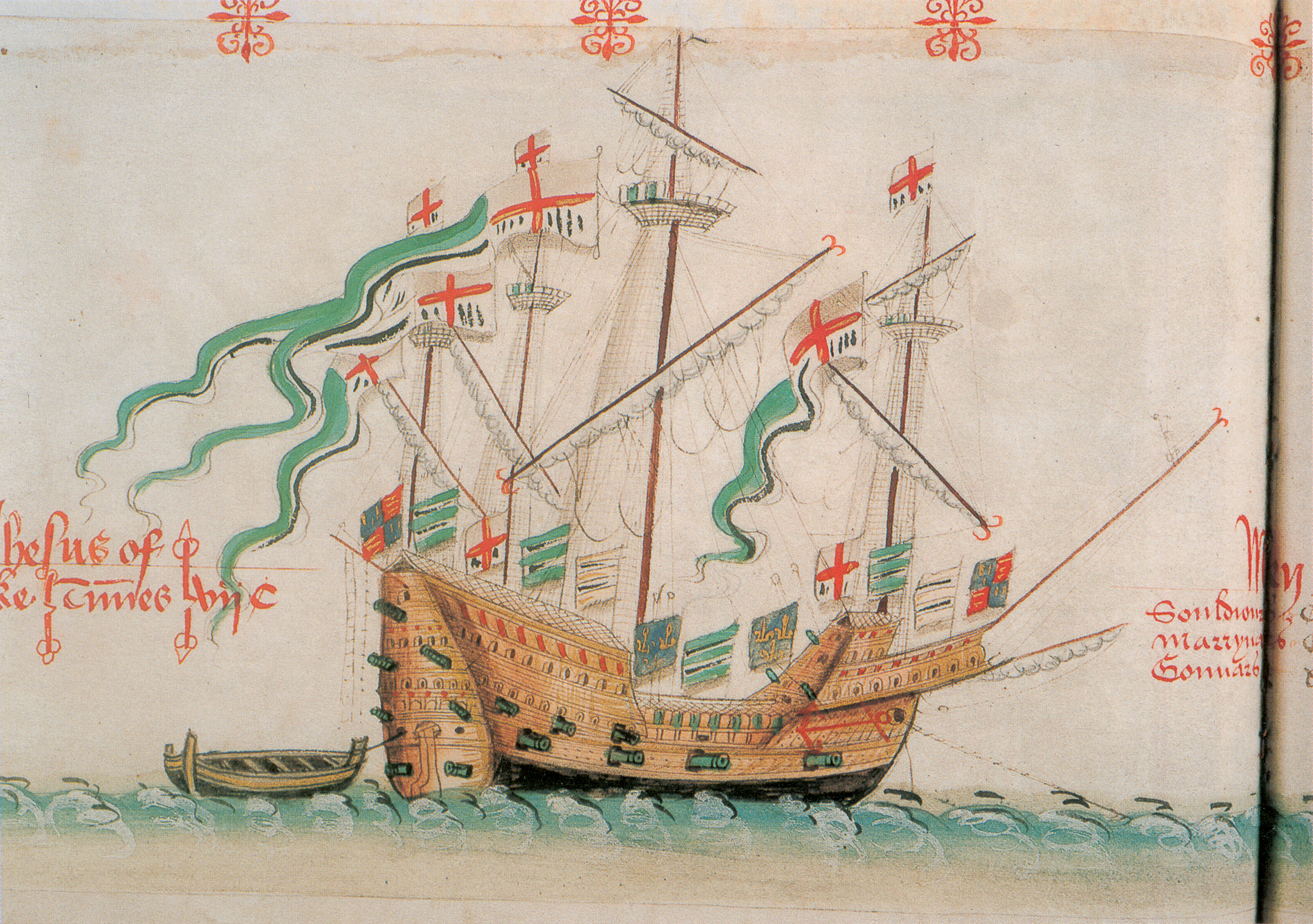
«Jesus of Lübeck». Худ. Антон Ролл 1546

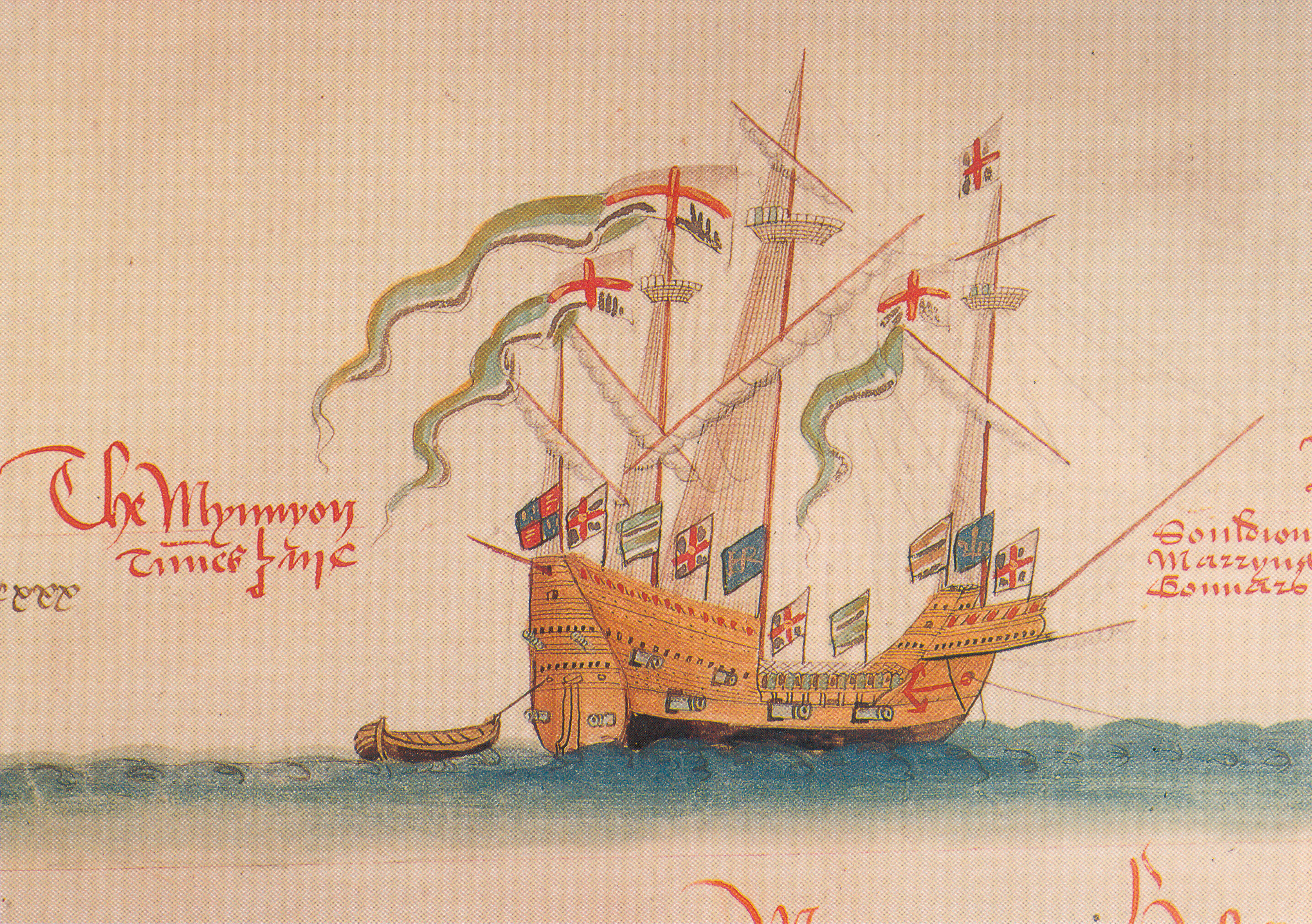
«Minion». Худ. Антон Ролл 1546

23 вересня іспанці атакували англійські кораблі, а «Grace of God» першим відкрив огонь у відповідь. Незабаром «Angel» і «Swallow» затонули після залпів берегових батарей. «Judith» Френсіса Дрейка намагався не вступати у бій та якнайшвидше покинути порт. Флагман «San Pedro», «San Juan» вступили у перестрілку з «Minion», що пробивався за кораблем Дрейка. «Jesus of Lubeck» не мав шансів вирватись з порту і Гокінс майже відразу втік з нього на шлюпці. По дорозі до нього долучився капітан-француз Роберт Блондель з «Grace of God». Їм вдалось добратись до «Minion» і втекти, ухилившись від вирішального бою. Покинутий капітаном екіпаж «Jesus of Lubeck» ставив спротив іспанцям з «San Salvador», що брали його на абордаж. Пізніше англійці звинувачували капітана «San Salvador» Хуана де Убілла в тому, що дозволив своїм морякам грабувати на їхньому кораблі те, що вони самі раніше награбували.
У результаті бою іспанські «San Pedro», «San Juan» отримали пошкодження, а віце-адміральський галеон «Santa Clara» згорів у порту і затонув. У протилежної сторони разом з 4 кораблями загинуло понад 500 англійців. Більша частина річної здобичі з грабунків дісталась іспанцям. Втечу двох кораблів, що залишили своїх товаришів, іспанці назвали ганебним прикладом боягузтва.
Кораблі «Judith» Дрейка і «Minion» Гокінса були доволі пошкодженими, через що вони вирішили зменшити навантаження перед переходом Атлантики. Замість викинути частину награбованого, вони просто залишили у Флориді 110 моряків. По дорозі кораблі розійшлись і у січні 1569 Дрейк повернувся до Англії з 15 моряками. Він розказував про віроломність іспанців, свій героїзм і загибель Гокінса. Але через місяць корабель Гокінса повернувся до Англії з 70 моряками.